# Jaden Smith
Jaden Christopher Syre Smith (ur. 8 lipca 1998 w Malibu) – amerykański aktor, raper, projektant odzieży i tancerz, znany głównie dzięki występom w filmach W pogoni za szczęściem (2006) i Karate Kid (2010).

## Wczesne lata
Urodził się w Malibu, w stanie Kalifornia, jako pierwsze dziecko aktorów, Jady Pinkett i Willa Smithów. Ma młodszą siostrę, Willow Camille Reign (ur. 2000) i przyrodniego brata Treya (ur. 1992). Jest Afroamerykaninem, z korzeniami sefardyjskimi, karaibskimi i kreolskimi po matce.
Uczęszczał do szkoły prywatnej New Village Leadership Academy na przedmieściach Los Angeles.

## Kariera zawodowa
W 2006 po raz pierwszy wystąpił na kinowym ekranie w dramacie biograficznym Gabriele Muccino W pogoni za szczęściem w roli Christophera Gardnera Juniora, syna Chrisa (Will Smith), za którą został nagrodzony statuetką za najlepszy debiut na gali MTV Movie Awards 2007. Podczas 79. ceremonii rozdania Nagród Akademii Filmowej razem z Abigail Breslin wręczył wyróżnienie dla najlepszego animowanego filmu krótkometrażowego.
Zagrał w familijnym filmie przygodowym akcji Haralda Zwarta Karate Kid (2010) u boku Jackie Chana. W 2010 gościnnie zaśpiewał w utworze Justina Biebera „Never Say Never”. Za występ w filmie fantastycznonaukowym M. Nighta Shyamalana 1000 lat po Ziemi (2013) u boku ojca otrzymał dwie Złote Maliny w kategoriach – najgorszy aktor pierwszoplanowy i najgorszy duet (z Willem Smithem).
Wraz z przyjaciółmi i rodzeństwem utworzył grupę MSFTSrep, która miała na celu podkreślenie ich odmiennych od społeczeństwa charakterów. Grupa zaangażowana jest w tworzenie alternatywnej muzyki, projektowanie własnej linii ubrań i szerzenie pojęcia sztuki.
W 2014 wypuścił mixtape zatytułowany Cool Tape Vol. 2.

## Filmografia
| Film       | Film                                  | Film                    | Film                           |
| Rok        | Tytuł                                 | Rola                    | Informacje                     |
| ---------- | ------------------------------------- | ----------------------- | ------------------------------ |
| 2006       | W pogoni za szczęściem                | Christopher Gardner Jr. |                                |
| 2008       | Dzień, w którym zatrzymała się Ziemia | Jacob Benson Jr.        |                                |
| 2010       | Karate Kid                            | Dre Parker              |                                |
| 2011       | Justin Bieber: Never Say Never        | on sam                  |                                |
| 2013       | 1000 lat po Ziemi                     | Kitai Raige             |                                |
| Telewizja  |                                       |                         |                                |
| Rok        | Tytuł                                 | Rola                    | Informacje                     |
| 2003–2004  | All of Us                             | Reggie                  | 6 odcinków                     |
| 2008       | Nie ma to jak hotel                   | Travis                  | odcinek: „Romancing the Phone” |
| Wideoklipy |                                       |                         |                                |
| Rok        | Artysta                               | Utwór                   | Informacje                     |
| 2008       | Alicia Keys                           | „Superwoman”            | występ cameo                   |
| 2010       | Justin Bieber, Jaden Smith            | „Never Say Never”       |                                |
| 2010       | Willow Smith                          | „Whip My Hair”          | tancerz                        |

## Nagrody i nominacje
| Rok  | Nagroda                            | Kategoria                                                        | Film                                         | Rezultat  |
| ---- | ---------------------------------- | ---------------------------------------------------------------- | -------------------------------------------- | --------- |
| 2006 | Phoenix Film Critics Society       | Najlepszy występ młodego aktora w roli głównej lub drugoplanowej | W pogoni za szczęściem (2006)                | Wygrana   |
| 2006 | Broadcast Film Critics Association | Najlepszy młody aktor                                            | W pogoni za szczęściem (2006)                | Nominacja |
| 2007 | Czarna Szpula                      | Najlepszy przełomowy występ                                      | W pogoni za szczęściem (2006)                | Nominacja |
| 2007 | NAACP Image Awards                 | Najlepszy aktor drugoplanowy                                     | W pogoni za szczęściem (2006)                | Nominacja |
| 2007 | Teen Choice Awards                 | Najlepszy przełomowy występ                                      | W pogoni za szczęściem (2006)                | Nominacja |
| 2007 | Teen Choice Awards                 | Chemia na ekranie                                                | W pogoni za szczęściem (2006)                | Wygrana   |
| 2007 | MTV Movie Award                    | Najlepszy przełomowy występ                                      | W pogoni za szczęściem (2006)                | Wygrana   |
| 2009 | Saturn Award                       | Najlepszy przełomowy występ młodego aktora                       | Dzień, w którym zatrzymała się Ziemia (2008) | Wygrana   |
| 2010 | ShoWest Award                      | Przełomowa gwiazda roku                                          | Karate Kid (2010)                            | Wygrana   |
| 2011 | Nagroda Młodych Artystów           | Najlepsza rola pierwszoplanowa młodego aktora                    | Karate Kid (2010)                            | Wygrana   |
| 2011 | MTV Movie Awards                   | Najlepszy zły charakter                                          | Karate Kid (2010)                            | Nominacja |
| 2011 | BET Awards                         | YoungStars Award                                                 | Karate Kid (2010)                            | Wygrana   |
| 2011 | Empire Awards                      | Najlepszy debiutant                                              | Karate Kid (2010)                            | Nominacja |
| 2011 | Nickelodeon Kids’ Choice Awards    | Ulubiony aktor filmowy                                           | Karate Kid (2010)                            | Nominacja |
| 2011 | Czarna Szpula                      | Najlepszy aktor                                                  | Karate Kid (2010)                            | Nominacja |
| 2011 | Czarna Szpula                      | Najlepsza piosenka                                               | Karate Kid (2010)                            | Nominacja |
| 2011 | NAACP Image Awards                 | Wybitny aktor pierwszoplanowy w filmie fabularnym                | Karate Kid (2010)                            | Nominacja |
| 2014 | Złota Malina                       | Najgorsza rola pierwszoplanowa                                   | 1000 lat po Ziemi (2013)                     | Wygrana   |
| 2014 | Złota Malina                       | Najgorszy duet filmowy (z Willem Smithem)                        | 1000 lat po Ziemi (2013)                     | Wygrana   |